# Stazione di Shiodome
La Stazione di Shiodome (汐留駅?, Shiodome-eki) è una stazione ferroviaria di Tokyo, si trova a Minato. È costituita da una stazione su viadotto per il people mover Yurikamome e una sotterranea per la linea Ōedo della metropolitana di Tokyo, entrambe con banchina a isola centrale. La stazione è al centro di un'area per uffici che porta lo stesso nome di Shiodome.

## Linee

### Metropolitana
- Toei
  -  Linea Ōedo

### People Mover
- ● Yurikamome